# NGC 45
NGC 45 là một thiên hà xoắn ốc có độ sáng bề mặt thấp  trong chòm sao Kình Ngư. Nó được phát hiện vào ngày 11 tháng 11 năm 1835 bởi nhà thiên văn học người Anh John Herschel.
Không giống như Dải Ngân hà, NGC 45 không có nhánh xoắn ốc được xác định rõ ràng và hạt nhân thanh trung tâm của nó cũng rất nhỏ và bị biến dạng. NGC 45 do đó không có vùng sinh sống thiên hà. Đối với các thiên hà Milky Way, các vùng có thể tồn thiên hà thường được cho là một annulus với một bán kính ngoài của khoảng 10 kiloparsecs và một bán kính gần bên trong tới Trung tâm Galactic, cả hai đều thiếu ranh giới cứng.